# Lepidium niloticum
Lepidium niloticum är en korsblommig växtart som beskrevs av Franz e Wilhelm Sieber och Ernst Gottlieb von Steudel. Lepidium niloticum ingår i släktet krassingar, och familjen korsblommiga växter. Inga underarter finns listade i Catalogue of Life.